# Der Tod des Empedokles
Der Tod des Empedokles (auch kurz Empedokles genannt) ist ein unvollendetes Drama von Friedrich Hölderlin (1770–1843), an dem er in den Jahren 1797 bis 1800 arbeitete. Die Hölderlin-Editoren haben drei Fassungen der Tragödie aus den Handschriften rekonstruiert; da keine von ihnen vollendet wurde, spricht man auch von drei Entwürfen oder Fragmenten. Eine aus den drei Entwürfen zusammengestellte Version wurde 1826 veröffentlicht, die drei Fassungen zusammen erst nach Hölderlins Tod.

## Inhalt
Das Stück behandelt die letzten Lebenstage des vorsokratischen Philosophen Empedokles aus Agrigent, der sich einer Legende nach durch einen Sturz in den Ätna mit den Worten „Im freien Tod, nach göttlichem Gesetz“ das Leben nahm.
Eine genauere Inhaltsangabe findet sich im Artikel über Empedokles.

## Werkgeschichte

### Beginn
Hölderlins hauptsächliche Quelle für den Empedokles-Stoff waren die Lebensbeschreibungen, Lehren und Aussprüche hervorragender Philosophen des antiken Philosophiehistorikers Diogenes Laertius.
Der erste Beleg für die Arbeit an dem Drama findet sich in einem Brief Hölderlins an seinen Bruder vom Sommer 1797. Darin heißt es: „Ich habe den ganz detaillierten Plan zu einem Trauerspiele gemacht, dessen Stoff mich hinreißt.“ Dieser sogenannte „Frankfurter Plan“ ist erhalten geblieben; Hölderlin notierte ihn in einem Schulheft des jungen Henry Gontard, dessen „Hofmeister“, also Privatlehrer, er war. Aus diesem Plan geht hervor, dass das Drama auf fünf Akte angelegt war.
Hölderlin arbeitete in derselben Zeit an seinem Roman Hyperion, dessen zweiter Band 1799 erschien. An einer Stelle des Romans spricht die Titelfigur Hyperion über Empedokles: „Gestern war ich auf dem Ätna droben. Da fiel der große Sicilianer mir ein, der einst des Stundenzählens satt, vertraut mit der Seele der Welt, in seiner kühnen Lebenslust sich da hinabwarf in die herrlichen Flammen.“

### Fassungen und begleitende Schriften Hölderlins
Es werden drei Fassungen oder Entwürfe des Werks unterschieden, deren Rekonstruktion und Abgrenzung schwierig sind. Sie liegen in folgendem Umfang vor:
- Erster Entwurf (entstanden 1798): zwei Akte. Erster Akt mit 9 Aufzügen, zweiter Akt mit 7 Aufzügen. Insgesamt 1864 Verse,
- Zweiter Entwurf (entstanden 1799): 3 Aufzüge des ersten Akts mit 536 Versen sowie ein neuer 8. Aufzug im zweiten Akt (7. und 8. Aufzug zusammen umfassen 163 Verse),
- Dritter Entwurf (entstanden 1799): 4 Aufzüge, insgesamt 504 Verse.

Zum Werkkomplex gehören ferner folgende Schriften Hölderlins:
- Frankfurter Plan (1797) mit dem kurzen Titel Empedokles zu dem ursprünglich geplanten Drama mit fünf Akten,
- theoretische Schrift Grund zum Empedokles (1799), die zeitlich zwischen der zweiten und der dritten Fassung liegt,
- Plan zur dritten Fassung (1799) und
- Entwurf zur Fortsetzung der dritten Fassung (1799/1800):

### Veröffentlichung und Editionen
- Zu Lebzeiten Hölderlins wurden einmalig Fragmente des Werks veröffentlicht, und zwar als Anhang in der ersten veröffentlichten Sammlung von Hölderlins Gedichten, die 1826 bei Cotta erschien. Die Herausgeber Gustav Schwab und Ludwig Uhland fügten als Untertitel Fragmente eines Trauerspiels hinzu.[4] Der damals veröffentlichte Text enthält Bestandteile aus allen drei Fassungen.[5]
- Alle drei Fassungen zusammen wurden erst nach Hölderlins Tod veröffentlicht, in der ersten Hölderlin-Gesamtausgabe 1846, die Gustav Schwabs Sohn Christoph Theodor Schwab besorgte. Er fügte ergänzendes Material bei, darunter der Frankfurter Plan (1797), der Plan zur dritten Fassung (1799) und Hölderlins Schrift Grund zum Empedokles (1799).[3]
- In Christoph Theodor Schwabs Gesamtausgabe 1846 waren die erste und die zweite Fassung vermischt. Eine eigenständige erste Fassung erschien erstmals in Litzmanns Gesamtausgabe 1896, eine eigenständige zweite Fassung erstmals in Böhms Gesamtausgabe 1905.[3] (Zu den Hölderlin-Gesamtausgaben siehe auch Friedrich Hölderlin#Werkausgaben.)
- Hölderlins Entwurf zur Fortsetzung der dritten Fassung (1799/1800) war in der Gesamtausgabe von 1846 teilabgedruckt und in der Gesamtausgabe von 1896 erstmals vollständig abgedruckt.[3]

Die Rekonstruktion der Fassungen aus dem erhaltenen Material hängt unter anderem davon ab, ob ein Herausgeber ein bestimmtes Textstück nur als Entwurf Hölderlins einstuft oder als gültigen Bestandteil des Werks. Außerdem sind die Herausgeber mit Hölderlins Randbemerkungen und Korrekturzeichen verschieden umgegangen. Diese wurden in D. E. Sattlers Frankfurter Ausgabe wesentlich stärker beachtet als in Friedrich Beißners Stuttgarter Ausgabe. Katharina Grätz hält den Stellenwert von Hölderlins Korrekturzeichen in der Frankfurter Ausgabe für übertrieben.
Katharina Grätz hat eine neue Version der dritten Fassung erarbeitet, die in Jochen Schmidts Gesamtausgabe, zweiter Band (1994), enthalten ist. Anke Bennholdt-Thomsen schrieb im Jahr 2015, dies sei heute die beste Fassung des Werks.

## Ode
Etwa zur selben Zeit entstand auch eine dreistrophige, Empedokles betitelte alkäische Ode, in der Bedauern, aber auch Bewunderung für dessen Heldenmut zum Ausdruck kommt. Veröffentlicht wurde die Ode im Jahr 1801 in dem Almanach Aglaia.

## Adaption
Das Werk wurde 1986 von Jean-Marie Straub und Danièle Huillet unter dem Titel Der Tod des Empedokles auf Sizilien verfilmt. Im Jahr 1989 verfilmten sie das dritte Fragment unter dem Titel Schwarze Sünde.
Die Berliner Malerin Ancz É. Kokowski schuf in den Jahren von 2004 bis 2005 den aus neun Tafelbildern bestehenden Zyklus Heldensturz, der Hölderlins Tod des Empedokles zur thematischen Grundlage hat und 2005 im Berliner Kunsthaus Tacheles gezeigt wurde.
Der bosnische Dichter Dževad Karahasan und sein Regisseur Herbert Gantschacher schufen aus den vorhandenen Fragmenten gemäß dem „Frankfurter Plan“ eine eigene fünfaktige Fassung mit Musik von Viktor Ullmann und Wolfgang Danzmayr, die im März 2005 im Rahmen des ARBOS-Gehörlosentheater-Festivals in Wien uraufgeführt wurde. Zu den Mitwirkenden gehörte der gehörlose Schauspieler Horst Dittrich, der für Gehörlose in die österreichische Gebärdensprache übersetzte.